# Галочкіна Тетяна Валентинівна
Тетяна Валентинівна Галочкіна (нар. 6 травня 1959, Київ) — українська художниця, дизайнерка, скульпторка; член Національної спілки художників України з 2000 року. 

## Біографія
Народилася 6 травня 1959 року в місті Києві (нині Україна). Дочка скульпторів Валентина Галочкіна та Юлії Укандер. 1987 року закінчила Київський художній інститут.
Упродовж 1987—1997 років працювала на Київському комбінаті монументально-декоративного мистецтва. З кінця 1990-х років займається розробленням дизайну приватних і громадських приміщень. Живе у Києві будинку на вулиці Дашавській, № 27, квартира № 15.

## Творчість
- «Присутнє місце» (1992);
- «Девата Лока» (1992);

живопис
- «Благовіст» (1993), «Даная» (1995);
- «Посвята» (1995);
- «Єва» (1995);
- «Діана, або Пустеля любові» (1995);

монотипії
- «Гра Козерога» (1996);
- «Долина пристрастей» (1996);

скульптура
- «Дівчина» (1997);
- «Берегиня» (1997);
- «Викрадення Європи» (1998);
- «Сон» (2000);
- «Ніка» (2000).